# Honda CB 500 twin
La Honda CB 500 twin, chiamata anche Honda CB500, è una motocicletta prodotta dalla casa motociclistica giapponese Honda dal 1993 al 2003.

## Descrizione

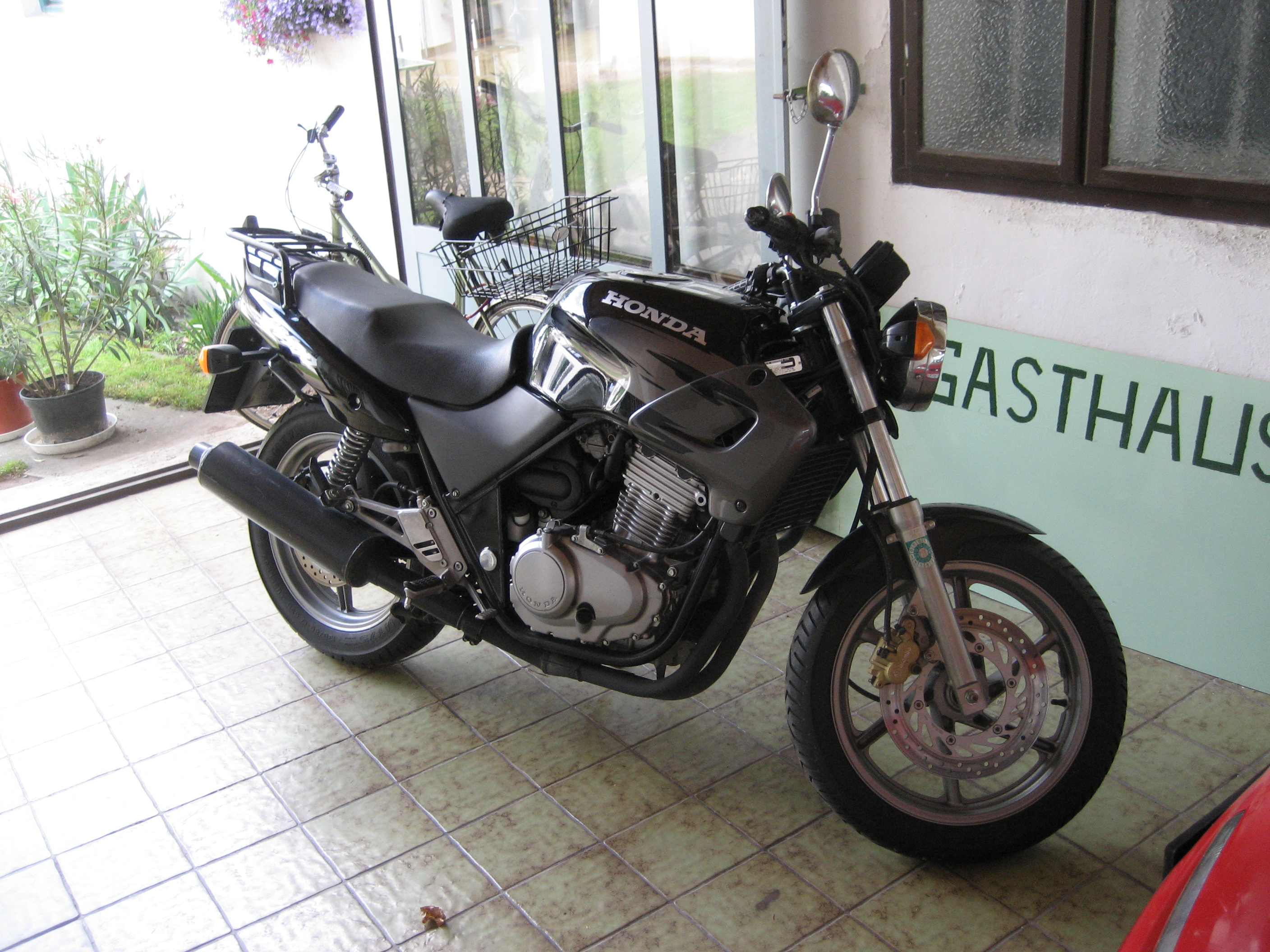
CB500

Il modello è spinto da un motore a quattro tempi a due cilindri in linea di 499 cm³, con distribuzione con doppio albero a camme in testa (DOHC) a quattro valvole per cilindro, per un totale di 8.
La prima variante ad essere lanciata è stata la versione naked.
La versione semicarenata, denominata Honda CB500S, è stata introdotta nel 1998. La produzione della CB500 è cessata nel 2003 poiché i motori non soddisfacevano più le normative sulle emissioni Euro 2.